# Le Château de ma mère
Pour le film adapté, voir Le Château de ma mère (film).
Le Château de ma mère est le deuxième tome des Souvenirs d'enfance, un roman autobiographique de Marcel Pagnol, paru en 1957.
Il est précédé par La Gloire de mon père et suivi par Le Temps des secrets. 

## Résumé
« Après l'épopée cynégétique des bartavelles, je fus d'emblée admis au rang des chasseurs, mais en qualité de rabatteur, et de chien rapporteur. Tous les matins, vers quatre heures, mon père ouvrait la porte de ma chambre, et chuchotait : « Veux-tu venir ? » »

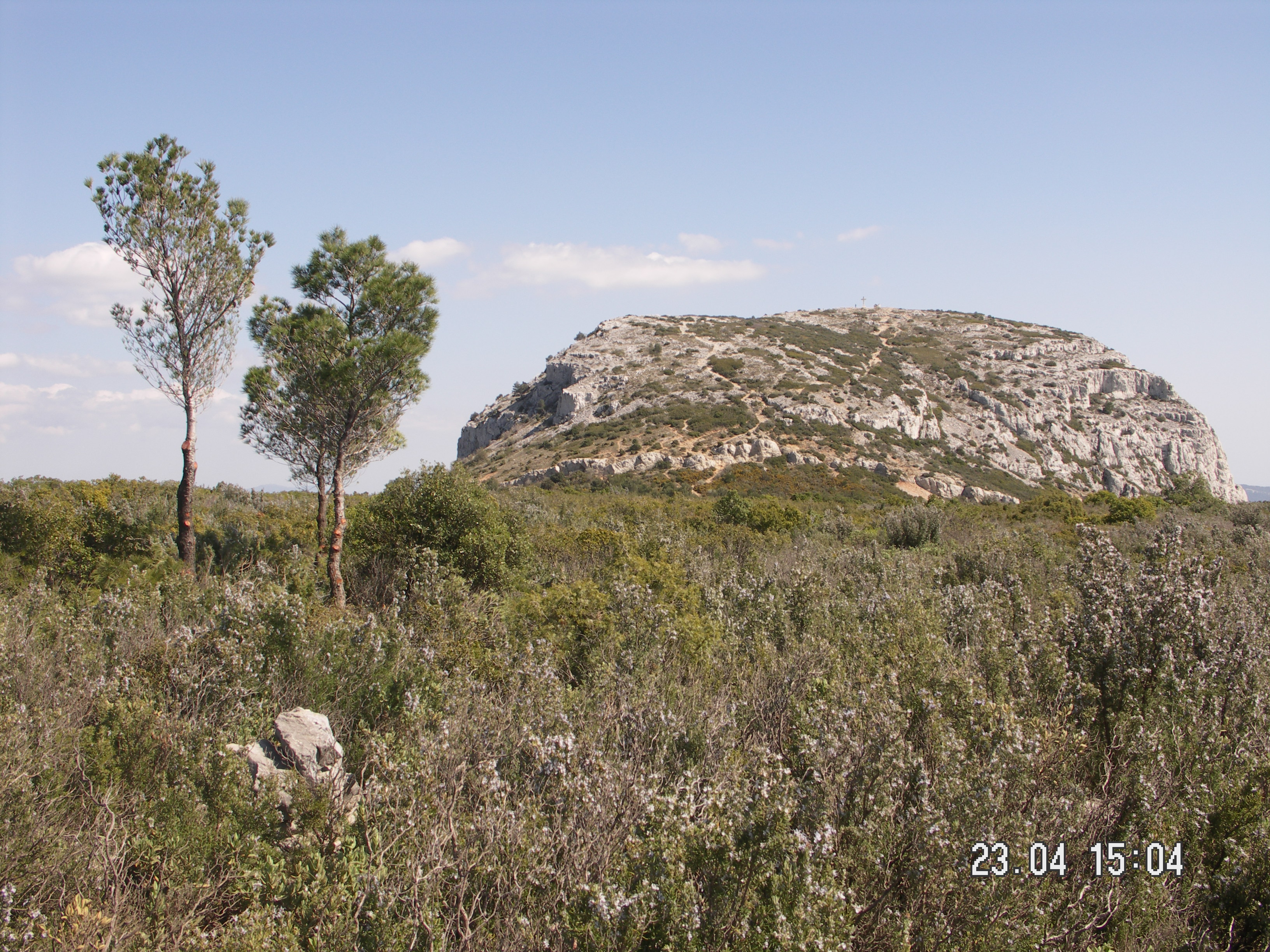
Le sommet du Garlaban, en Provence, côté nord.

Ce deuxième tome est dans le prolongement chronologique de La Gloire de mon père. Les familles Pagnol et Jaubert passent toujours leurs vacances au pied du Garlaban. Le jeune Marcel Pagnol se lie d'amitié avec un jeune paysan, Lili des Bellons. Il évoque le parcours des deux garçons pour poser des pièges à oiseaux dans les collines. De leur côté, Joseph et l'oncle Jules rapportent tant de gibier qu'ils peuvent payer la location de la « Bastide Neuve ».
La fin de l'été est un drame pour Marcel, qui décide de fuir pour vivre dans les collines avec l'aide de Lili. Il renonce finalement à ce projet.
La famille décide de monter chaque samedi à La Treille, mais le trajet est long. Heureusement, Bouzigue, piqueur du canal de Marseille et ancien élève de Joseph, leur remet une clé permettant de suivre le cours d'eau à travers des propriétés privées et de gagner un temps précieux par ce raccourci. Mais traverser les châteaux est une épreuve angoissante, particulièrement pour Augustine, la mère de Marcel. Un jour, un garde les surprend, et Joseph humilié sera dans la crainte de se voir infliger un blâme ou d'être révoqué par l'inspecteur d'Académie. Heureusement, les choses s'arrangent grâce à Bouzigue.
Marcel achève son récit en passant du souvenir d'un mémorable dîner de cette période à l'évocation de la mort de sa mère cinq ans plus tard, puis de celle de son propre frère Paul, devenu chevrier ; et enfin celle de son ami Lili, tombé au front durant la Première Guerre mondiale « sur des touffes de plantes froides dont il ne savait pas les noms ».
« Telle est la vie des hommes. Quelques joies, très vite effacées par d'inoubliables chagrins. Il n'est pas nécessaire de le dire aux enfants. »
Puis l'auteur raconte comment, lorsqu'il aura pour projet de monter des studios de cinéma près de Marseille, le hasard le rendra propriétaire du château de la Buzine, celui « de la peur de sa mère ». Marcel imagine alors Augustine : « Elle entendait les cris du garde, et le souffle rauque du chien. Blême, tremblante, et pour jamais inconsolable, elle ne savait pas qu'elle était chez son fils. »
Ce livre raconte essentiellement la chasse d'oiseaux, entre amis (avec Lili des Bellons) mais également en famille (avec l'oncle, le père...).

## Le château de la Buzine

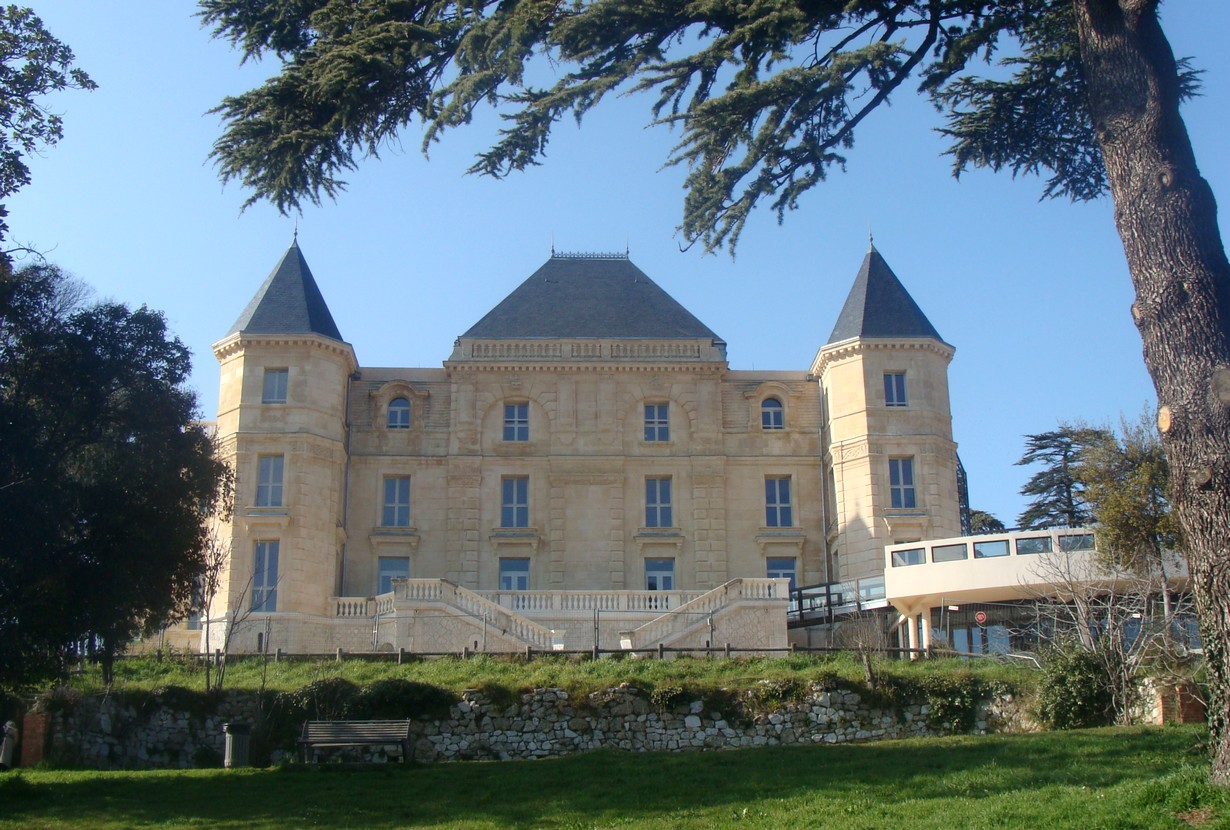
Le château de la Buzine.

Le château évoqué par le titre porte le nom de château de la Buzine. Marcel Pagnol prétend que le propriétaire des lieux, à l'époque, était un certain Canasson, gros marchand de viande et se prétendant baron des Accates. Or le château appartenait en réalité à un officier de marine du nom de Félix Pallez,.
En réalité, le château n'a pas « au moins dix étages », comme Pagnol enfant le voyait, ni non plus « trente balcons de pierre sculptée [sur] chaque façade » que Pagnol propriétaire persiste à lui attribuer. D'autre part le canal de Marseille, que les Pagnol empruntaient après la traversée de l'Huveaune à La Barasse, ne traverse pas le domaine de La Buzine, aujourd'hui « Parc des Sept Collines », ni même ne s'en approche : il oblique vers l'ouest (La Valentine), alors que La Treille est au nord-est. Il ne passe d'ailleurs pas non plus au carrefour des Quatre-Saisons, sur lequel, selon Pagnol, ouvrait la « porte du Père Humilié ».
Un doute subsiste donc. Des passionnés ont tenté de reconstituer l'itinéraire des Pagnol, et il n'est pas avéré que la famille a effectivement traversé cette propriété. Néanmoins sur la carte du projet de canal de Marseille de M. Bazin en 1832 on voit très clairement le canal passer selon le cheminement de la famille Pagnol. De nombreuses dérivations ont peut-être disparu ou été ensevelies.
En 1941, pour réaliser son ambition de construire, sous le ciel de Provence, la Cité du Cinéma capable de rivaliser avec Hollywood, Pagnol fait l'acquisition, par téléphone et sans l'avoir vu, de ce château avec quelques hectares de prairies au bord du canal. C'est en visitant son domaine huit jours plus tard qu'il reconnaît qu'il s'agit de « l'affreux château, celui de la peur de ma mère ». Il ne parvint jamais à réaliser son projet.
La demeure appartient actuellement à la ville de Marseille qui l'a rénovée et en a fait une « Maison des Cinématographies de la Méditerranée » de près de 4 000 m2.

## Le château du comte
Un autre château est cité dans le livre de Marcel Pagnol. C'est le château du Comte, le premier des quatre châteaux traversés par la famille. Il s'agit du Château Saint-Antoine, et le personnage du comte a été inspiré par celui qui en était propriétaire à l'époque où se situent les souvenirs d'enfance : le commandant Guy de Robien.
Le château est actuellement propriété de la Grande Loge de France qui, outre ses activités privées, y accueille des manifestations publiques culturelles (conférences) ou artistiques (festival Les Heures Bleues).

## Livre audio
- Marcel Pagnol (auteur et narrateur), Le Château de ma mère, Vincennes, Frémeaux & Associés, 31 juillet 2007 (EAN 356-1-302-51742-1, BNF 41196611)Enregistrement réalisé vers le milieu des années 1960 par Marcel Pagnol à son domicile et retrouvé une trentaine d'années après sa mort. Support : 4 CD audio, durée : 4 h 16 min. Référence éditeur : FA5174.

## Adaptations

### Cinéma
En 1990, Yves Robert a réalisé le diptyque La Gloire de mon père et Le Château de ma mère sur un scénario de Louis Nucera et Jérôme Tonnerre. Philippe Caubère et Nathalie Roussel incarnent les parents de Marcel (Julien Ciamaca) et Paul (Victorien Delamare). L'oncle Jules et la tante Rose sont interprétés par Didier Pain et Thérèse Liotard. Des passages du texte du roman original sont narrés par Jean-Pierre Darras.
Grambois sert de décor pour l'ancien village de La Treille. La « Bastide Neuve » se situe dans le domaine de Pichauris à Allauch, au cœur du massif de l'Étoile et du Garlaban.
Le film évoque des passages qui ne sont pas présents dans le roman, comme la rencontre entre Marcel et la jeune Isabelle qui n'apparaît que dans Le Temps des secrets, troisième tome des Souvenirs d'enfance.

### Bande dessinée
En 2015, Éric Stoffel, Serge Scotto et Nicolas Pagnol (le petit-fils du célèbre auteur), ont signé l'adaptation du roman en BD aux éditions Grand Angle.